# Deconica
Deconica ist eine Pilzgattung aus der Familie der Träuschlingsverwandten (Strophariaceae). Die Arten wurden früher zur Gattung Psilocybe gestellt, weshalb die Bezeichnung Kahlköpfe für beide Gattungen verwendet wird. Üblicherweise wird Deconica den sogenannten Little brown mushrooms zugeordnet.  

## Merkmale

### Makroskopische Merkmale
Die Fruchtkörper sind wie bei der Gattung Psilocybe recht klein. Der Hut ist meist gewölbt, braun gefärbt und besitzt oft eine klebrige Oberfläche. Die Huthaut ist kaum oder als Ganzes abziehbar. Ein Velum ist bei einigen Arten vorhanden. An reifen Fruchtkörpern bleibt es meist als faserige Flecken auf der Hutoberfläche bestehen oder bildet mitunter einen Ring. Die Lamellen sind blass bis dunkel lila-braun. Sie sind breit am Stiel angewachsen, angeheftet oder ausgebuchtet bzw. laufen mit einem Zahn am Stiel herab. Sie sind meist breit und stehen entfernt bis eng. Der Stiel ist dünn und zylindrisch geformt. Das Fleisch blaut bei Verletzung nicht. Das Sporenpulver ist hell- bis dunkelbraun gefärbt.

### Mikroskopische Merkmale
Die Sporen sind elliptisch oder hexagonal und oft abgeflacht. Sie sind glatt und besitzen eine dünne oder dicke Wand. Sie erscheinen honigfarben bis braun und weisen meist einen deutlichen Keimporus auf. Die Sporen sind inamyloid. Die Cheilozystiden sind meist mehr oder weniger flaschenförmig. Pleurozystiden fehlen. Die Huthaut wird aus einer Cutis oder einer Ixocutis gebildet. Schnallen sind vorhanden oder fehlen.

## Gattungsabgrenzung
Die Arten der Gattung wurden lange Zeit zur Gattung Psilocybe gestellt. Deren Fruchtkörper weisen bei Verletzung blauendes Fleisch auf.

## Ökologie
Deconica-Arten kommen saprobiontisch auf Holz- und Pflanzenresten, auf Erde sowie auf Mist und Torf vor.

## Bestimmung
Von großer Bedeutung für die Bestimmung ist die Abziehbarkeit der Huthaut, nämlich ob sie im Ganzen als dünne, transparente Schicht abgezogen werden kann. Darüber hinaus ist das Vorhandensein und die Ausprägung des Velums wichtig. Manchmal bildet es einen Saum am Hutrand und einen Ring oder eine Ringzone am Stiel. Mitunter entsteht eine feine staubige Schicht auf der gesamten Hutoberfläche (Feinbefaserter Kahlkopf, Deconica castanella).
Anhand der Lamellen- und Sporenfarbe wird die Sektion Deconica in zwei Gruppen geteilt:
Die Gruppe um den Feingerieften Kahlkopf (Deconica inquilina) mit dünnwandigen Sporen, die in Masse hellbraun erscheinen und im Alter meist blassen Lamellen. Die zweite Gruppe um den Trockenen Kahlkopf (Deconica montana) besitzt dickwandige Sporen und im Alter dunkel lila-braune Lamellen.
Die Sporen unterteilen die Gattung durch ihre Größe und die Form. Bei vielen Arten sind sie abgeflacht, so dass die Seitenansicht schmaler als die Frontansicht erscheint. Dieser Unterschied kann verschieden stark ausgeprägt sein. Bei sehr flachen Sporen finden sich in einem Präparat viele, die auf der breiteren Seite liegen. Beim Rautensporigen Kahlkopf (Deconica phyllogena) können dies mehr als 90 % sein.

## Taxonomie
Deconica wurde 1870 von Worthington George Smith beschrieben und als Untergattung zu Agaricus gestellt. Petter Adolf Karsten kombinierte das Taxon 1879 zur Gattung um. Lange Zeit wurden die Arten zu der zuvor von Paul Kummer im Jahr 1871 kombinierten Gattung Psilocybe geordnet.
Im Jahr 2000 stellte sich jedoch heraus, dass die Gattung Psilocybe in dieser Auffassung polyphyletisch ist. Einerseits wurde sie aus den blauenden, halluzinogenen Arten wie den Spitzkegeligen Kahlkopf (Psilocybe semilanceata), andererseits aus den nicht blauenden, nicht halluzinogenen Arten um den Trockenen Kahlkopf (Deconica montana) und dem Dung-Kahlkopf (Deconica merdaria) gebildet. Diese Auffassung der Gattung Deconica hatte u. a. Peter D. Orton bereits im Jahr 1960. Da Agaricus montanus den anerkannten Lectotypus darstellte, hätte u. a. P. semilanceata umbenannt werden müssen. Da der Name Psilocybe jedoch recht eng mit den halluzinogenen Arten mit zahlreichen Publikationen zur Taxonomie, Giftigkeit und zu rechtlichen Aspekten verbunden ist, schlugen Redhead et al. 2007 vor, den Namen Psilocybe für die halluzinogenen Arten der Gattung zu konservieren und ihr den neuen Lectotypus Psilocybe semilanceata zuzuweisen. Diesem Antrag wurde 2009 vom Nomenclature Committee for Fungi einstimmig zugestimmt. Im gleichen Jahr erfolgten die ersten Umkombinationen zur Gattung Deconica.
Die beiden Gattungen Deconica und Psilocybe sind nur entfernt verwandt. Von einigen Autoren werden sie sogar in unterschiedliche Familien gestellt. Die Gattung Deconica umfasst die Sektionen Deconica und Coprophila der Gattung Psilocybe in ihrer ehemaligen Auffassung sowie zwei Arten aus der Gattung Melanotus.

## Arten
Folgende Arten zählen zur Gattung Deconica:
- Sektion Deconica
  - Feinbefaserter Kahlkopf (Deconica castanella)
  - Parasitischer Moos-Kahlkopf (Deconica chionophila)
  - Weißflockiger Kahlkopf (Deconica crobula)
  - Deconica eucalyptina
  - Flockiger Kahlkopf (Deconica flocculosa)
  - Laubholz-Muschelfüßchen (Deconica horizontalis)
  - Feingeriefter Kahlkopf (Deconica inquilina)
    - Weißflockiger Klebkopf (Deconica inquilina var. crobulus)

  - Deconica magica
  - Deconica micropora
  - Trockener Kahlkopf (Deconica montana)
    - Deconica montana var. macrospora

  - Rosabräunliches Muschelfüßchen (Deconica philipsii)
  - Rautensporiger Kahlkopf (Deconica phyllogena)
  - Wiesen-Kahlkopf (Deconica pratensis)
  - Deconica rhomboidospora
  - Kopfbinsen-Kahlkopf (Deconica schoeneti)
  - Deconica submaritima
  - Schwachschmieriger Kahlkopf (Deconica subviscida)
    - Blasiger Kahlkopf (Deconica subviscida var. velata)

  - Deconica tenax
  - Behangener Kahlkopf (Deconica velifera)
  - Alpen-Kahlkopf (Deconica xeroderma)

- Sektion Coprophilae

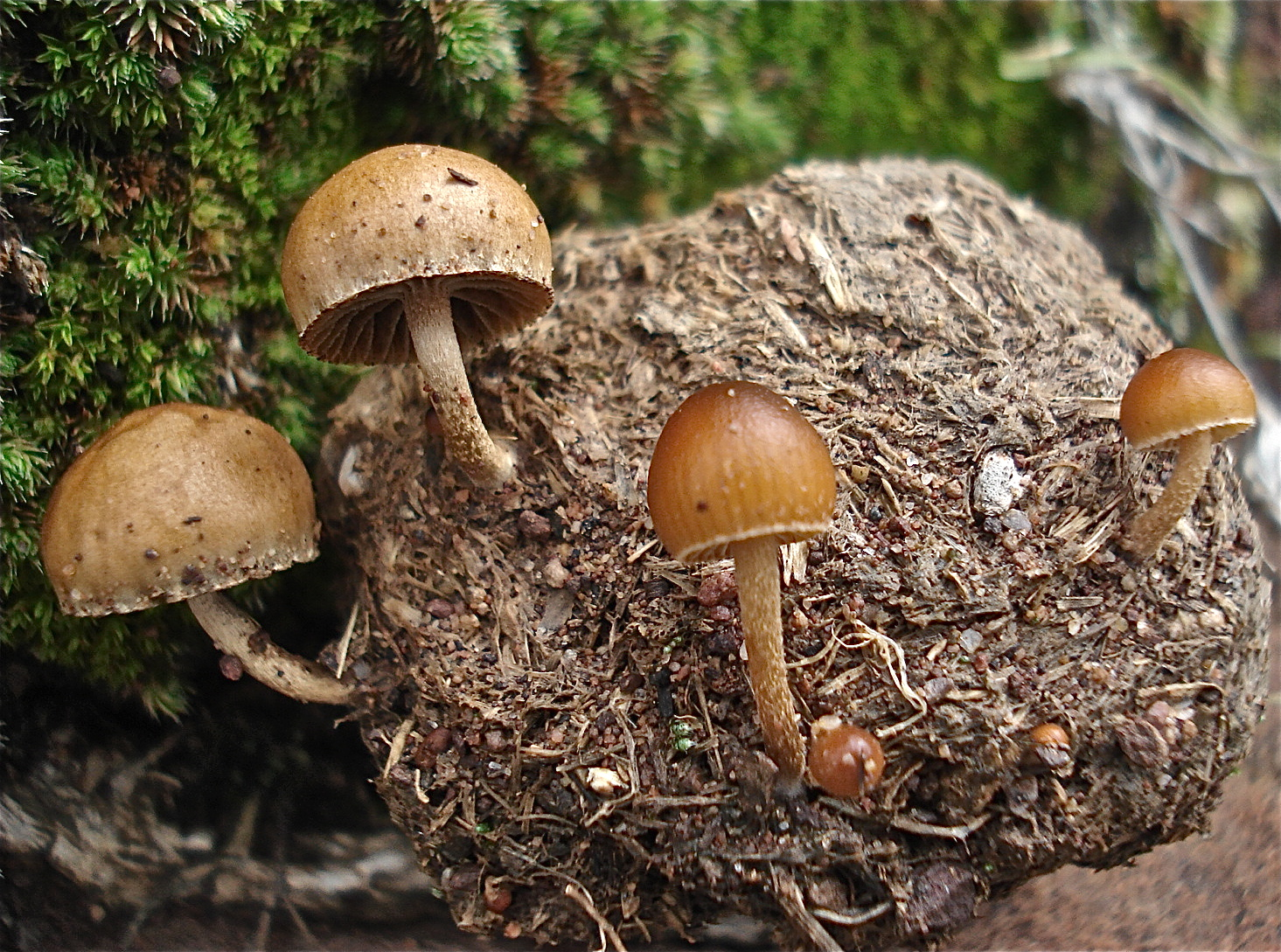
Mistliebender Kahlkopf (Deconica coprophila)

  - Mistliebender Kahlkopf (Deconica coprophila)
  - Dung-Kahlkopf (Deconica merdaria)
  - Mistbewohnender Kahlkopf (Deconica merdicola)
  - Moellers Kahlkopf (Deconica moelleri)
  - Großsporiger Mist-Kahlkopf (Deconica subcoprophila)